# Stanisław Połczyński

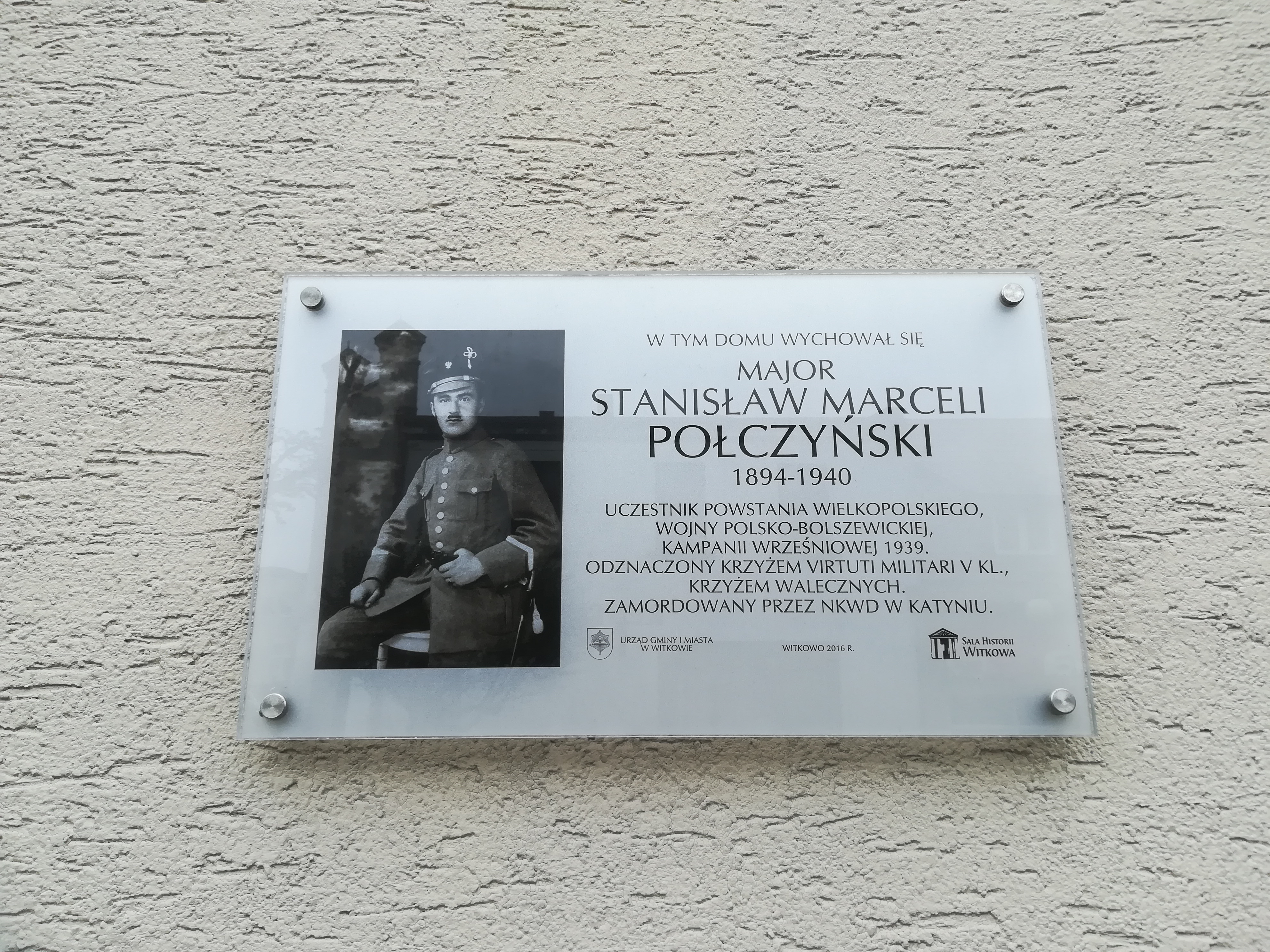
Tablica pamiątkowa na domu rodzinnym w Witkowie

Stanisław Marceli Połczyński (ur. 26 kwietnia 1894 w Witkowie, zm. 9–11 kwietnia 1940 w Katyniu) – kapitan piechoty Wojska Polskiego, kawaler Orderu Virtuti Militari, ofiara zbrodni katyńskiej.

## Życiorys
Syn Józefa i Marii z Ogórkiewiczów. Absolwent gimnazjum humanistyczne w Rogoźnie. Od 1914 w armii niemieckiej, walczył na froncie rosyjskim i francuskim. Od grudnia 1918 w Wojsku Polskim w stopniu podporucznika. Walczył w powstaniu wielkopolskim. Był dowódcą kompanii, brał udział w walkach o Kruszwicę, Strzelno, Inowrocław i Bydgoszcz. W styczniu 1920 wraz z 12 pułkiem strzelców wielkopolskich wysłany na front litewsko-białoruski wojny 1920 r. 
W okresie międzywojennym przeniesiony do 59 pułku piechoty z Inowrocławia. 1 grudnia 1924 został mianowany na stopień kapitana ze starszeństwem z 15 sierpnia 1924 i 65. lokatą w korpusie oficerów piechoty. Od 1927 skierowany do Komendy Obozu Ćwiczebnego Grupa na stanowisko adiutanta. W kwietniu 1928 został przeniesiony do 8 pułku piechoty Legionów w Lublinie. W czerwcu 1934 został przeniesiony do Dowództwa Okręgu Korpusu Nr II w Lublinie, w którym do 1939 pełnił służbę w Wydziale Mobilizacji i Uzupełnień. 
W kampanii wrześniowej walczył w sztabie gen. bryg. Mieczysława Smorawińskiego. Po opuszczeniu 14 września Lublina, wzięty do niewoli przez Sowietów we Włodzimierzu Wołyńskim, osadzony w Kozielsku. Został zamordowany między 9 a 11 kwietnia 1940 w lesie katyńskim. Figuruje na liście wywózkowej 017/3 z kwietnia 1940, poz. 69.
Stanisław Połczyński był żonaty z Marią z Rosińskich, z którą miał córkę Halinę i syna Zdzisława.

## Awanse
- podporucznik – 13.12.1918

## Ordery i odznaczenia
- Krzyż Srebrny Orderu Virtuti Militari nr 950[3]
- Krzyż Walecznych[18]
- Srebrny Krzyż Zasługi (10 listopada 1933)[19]